# Tjuståsasjön
Tjuståsasjön är en sjö i Mönsterås kommun och Oskarshamns kommun i Småland och ingår i Emåns huvudavrinningsområde. Sjön har en area på 1,86 kvadratkilometer och ligger 19 meter över havet. Sjön avvattnas av vattendraget Lillån (Hammarsboån). Vid provfiske har bland annat abborre, björkna, braxen och gers fångats i sjön.

## Delavrinningsområde
Tjuståsasjön ingår i det delavrinningsområde (634420-153139) som SMHI kallar för Utloppet av Tjuståsasjön. Medelhöjden är 32 meter över havet och ytan är 15,51 kvadratkilometer. Räknas de 6 avrinningsområdena uppströms in blir den ackumulerade arean 126,04 kvadratkilometer. Lillån (Hammarsboån) som avvattnar avrinningsområdet har biflödesordning 2, vilket innebär att vattnet flödar genom totalt 2 vattendrag innan det når havet efter 17 kilometer. Avrinningsområdet består mestadels av skog (73 %). Avrinningsområdet har 1,92 kvadratkilometer vattenytor vilket ger det en sjöprocent på 12,4 %.

## Fisk
Vid provfiske har följande fisk fångats i sjön:
- Abborre
- Björkna
- Braxen
- Gärs
- Gädda
- Löja
- Mört
- Sarv